# Volt
Volt (oznaka V) je izpeljana enota mednarodnega sistema enot za merjenje električnega potenciala in električne napetosti. Imenovana je v čast italijanskemu fiziku Alessandru Volti (1745–1827), ki je leta 1800 iznašel prvo električno baterijo, danes znano kot Voltov člen. V praksi se pogosto uporablja še tisočkratnik kilovolt (1 kV = 1000V) za daljnovode, generatorje in transformatorje.
En volt ustreza razliki električnih potencialov na električnem uporniku, na katerem električni tok jakosti enega ampera porablja moč enega vata.

## Nominalne napetosti najpogostejših virov
- membranski potencial živčne celice: 40 milivoltov
- galvanski člen alkalne baterije za večkratno polnenje: 1,2 volta
- galvanski člen, baterije za enkratno uporabo: 1,5 volta
- baterija za večkratno polnenje iz (litijeva polimera): 3,7 volta
- logični nivo tranzistor-tranzistor: 5 voltov
- avtomobilski električni sistem: 12 voltov
- stanovanjska električna napeljava: 240 voltov – Avstralija, 120 voltov – Severna Amerika, 220–230 voltov – Evropa
- prevozna sredstva: 600 do 700 voltov
- daljnovodi z visoko napetostjo: 110 kilovoltov (do 1150 kV, ki je rekord od leta 2005)
- strela: velike razlike, pogosto okrog 100 megavoltov.